# Páll Óskar Hjálmtýsson

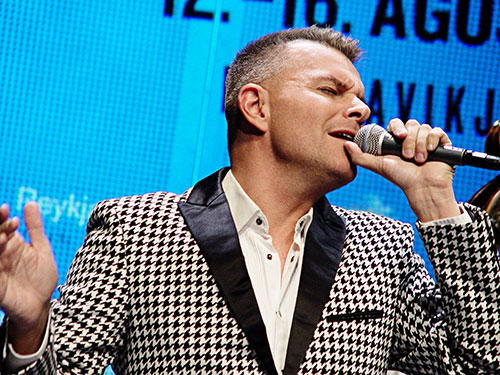
Páll Óskar auf dem Reykjavik Jazz Festival (2015)

Páll Óskar Hjálmtýsson (Künstlername Páll Óskar, international Paul Oscar, * 16. März 1970 in Reykjavík) ist ein isländischer Popsänger, DJ und Songwriter.

## Biografie
Páll Óskar wurde als eines von sieben Kindern in einer Musikerfamilie geboren. So trat er schon früh selbst als Interpret in Erscheinung: Im Alter von sieben Jahren erschien seine erste Schallplatte, mit zwölf spielte er die Hauptrolle in dem Musical „Gummi Tarzan“ nach dem Kinderbuch von Ole Lund Kirkegaard.
Der Stimmbruch leitete eine mehrjährige Singpause ein, die erst endete, als Páll Óskar sein Studium begann und an der Universität bei Chor- und Musicalproduktionen mitwirkte. Später arbeitete er als Studiosänger, daneben trat er in Reykjavík als Dragqueen auf und wurde durch seine provokanten Shows bekannt. Nach der Schließung des Clubs ging er zum Radio, wo er sich als Disk Jockey einen Namen machen konnte.
1993 lernte Páll Óskar in New York City die isländischen Musiker Jóhann Jóhannsson und Sigurjon Kjartansson kennen, die in der Rockband Ham spielten. Mit ihnen gründete er im Oktober des Jahres die Band Milljónamæringarnir (die Millionäre), die im Sommer 1994 das Album Milljón á mann veröffentlichte.
Ein Jahr später brachte Páll Óskar als Solokünstler und auf seinem eigenen Schallplattenlabel den Langspieler Palli heraus, der zum bestverkauften isländischen Musikalbum des Jahres 1995 wurde. 1997 erreichte er als Vertreter Islands den 20. Platz beim Eurovision Song Contest. Er schrieb 11 Jahre später mit Peter Fenner den Text des Euroband Songs This is my Life, welcher der isländische Beitrag für den Eurovision Song Contest 2008 war, und einen 14. Platz belegte. In seiner Heimat gilt er als Ikone der Homosexuellen und tritt oft als DJ in den Clubs von Reykjavík auf.

## Diskografie

### Alben
- Stuð (Groove, 1993)
- Palli (1995)
- Seif (1996)
- Deep Inside (1999)
- Ef ég sofna ekki (2001)
- Ljósin heima (2003)
- Allt fyrir ástina (2007)
- Silfursafnið (2008)
- Páll Óskar og Sinfó (2011)
- Uppklapp (2011)

### Singles
- Minn hinsti dans (1997)
- Allt fyrir ástina (2007)
- International (2007)
- Betra Lif (2007)
- Er þetta ást? (2008)
- Þú komst við hjartað í mér (2008)
- Silfursafnið (2008)
- Sama hvar þú ert (2008)
- Gordjöss á esperantó (2010)
- La dolce vita (2011)
- Partísyrpa (2011)
- Ofar regnbogahæðum (2011)
- Ást sem endist (2015)
- Gegnum dimman dal (2015)
- Líttu upp í ljós (2015)
- Þá mætir þú til mín (2016)
- Vinnum þetta fyrirfram (2016)
- Einn dans (2017)